# SWOT分析

SWOT分析

SWOT分析（-ぶんせき、英: SWOT analysis、SWOT matrix）とは、目標を達成するために意思決定を必要としている組織や個人の事業上の競合やプロジェクト計画などに関係する脅威について、外部環境や内部環境を強み (Strengths)、弱み (Weaknesses)、機会 (Opportunities)、脅威 (Threats) の4つのカテゴリーで要因分析し、事業環境変化に対応した経営資源の最適活用を図る経営戦略策定方法の一つである。
SWOT分析は、意思決定プロセスの予備段階で使用することができ、多くの種類の組織(営利企業、地方自治体、国、NGOなど)の戦略的地位を評価するためのツールとして使用できる。事業主体またはプロジェクトの目的を明示し、その目的を達成するために好ましい、または不利な内的および外的要因の特定を目的とする。SWOT分析のユーザーは、ツールを有用にし、競争上の優位性を特定するために、各カテゴリに意味のある情報を生成するための質問と回答を実施することが多い。SWOTは戦略分析の試行錯誤ツールとして説明されているが、その限界についても指摘されている。(SWOT分析#制限事項と対策を参照)

## 概要
SWOT 分析では、強みと弱みには内的要因が多く、機会や脅威は外的要因が一般的である仮定している。
- 強み(S)：目標達成に貢献する組織（個人）の特質。
- 弱み(W)：目標達成の障害となる組織（個人）の特質。
- 機会(O)：目標達成に貢献する外部の特質。
- 脅威(T)：目標達成の障害となる外部の特質。

的確な意思決定にはSWOTの正しい理解が必要である。意思決定者は与えられたSWOTを元に目標が達成可能であるかを判断し、達成が不可能であると判断した場合、別の目標を元に、再度SWOT分析をやり直す必要がある。達成が可能であると判断した場合、以下の質問に対する回答を考えることで、創造的な戦略につなげることができる。
- どのように強みを活かすか？
- どのように弱みを克服するか？
- どのように機会を利用するか？
- どのように脅威を取り除く、または脅威から身を守るか？

SWOT分析は、会計、営業、経営者、エンジニアなどの構成チームにより行われることが理想的である。
一部の著者は、SWOT分析は、フォーチュン500企業からのデータを使用して、1960年代から1970年代にかけてスタンフォード研究所（現在のSRIインターナショナル）で大会を率いたアルバート・ハンフリーが発案者だとしている。しかし、ハンフリー自身はSWOTの発案を主張していず、起源は不明瞭なままである。

### 内的および外的要因
SWOT分析の目的は、目標を達成することにとって重要な内外の要因を特定することである。そのために、重要な要因を以下の2つに分類する。
- 内的要因 - 強みと弱み
- 外的要因 - 機会と脅威

内的要因は、目標への影響によって強みまたは弱みとなる。ある目標についての強みは、別の目標についての弱みとなる可能性がある。内的要因には、人材、財務、製造力などのほか、マーケティングの4P（Production（商品）、Price（価格）、Promotion（販売促進）、Place（立地・物流））が含まれる。外的要因には、マクロ経済、技術革新、法令・社会環境・文化の変化が含まれる。これらの分析結果は、マトリックス形式（表）で表されることが多い。

## 用途
SWOT分析の有用性は、営利組織に限らない。目標さえ定められれば、SWOT分析はどのような意思決定状況でも使用できる（非営利組織、政府自治体、個人等）。SWOT分析は、危機管理においても使用される。これらの場合でも問題の解明と目標指向の発展につながる。

## 組織での利用
SWOT分析は、社会サービスや社会変革の取り組みの成功を促進または阻害する組織、地域社会、およびより広範な社会における肯定的および否定的な要因を特定するためのツールとして組織で使用されてきた。組織における強み、弱み、機会、脅威を評価する予備リソースとして使用される。
SWOT分析はプランニングの一部であるが、単独で使用するだけでは戦略計画を提供せず、SWOTリストは一連の推奨事項の提示に留まる。
強み・弱み (組織内の内的要因):
- 資源（財務・知的財産・立地）
- 顧客サービス
- 効率性
- 競争上の優位

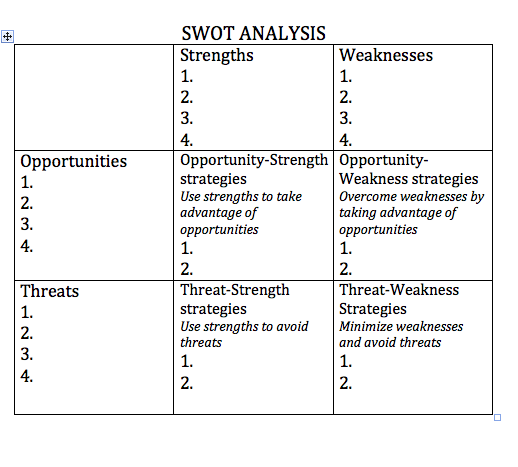
組織で行われたSWOT分析の例

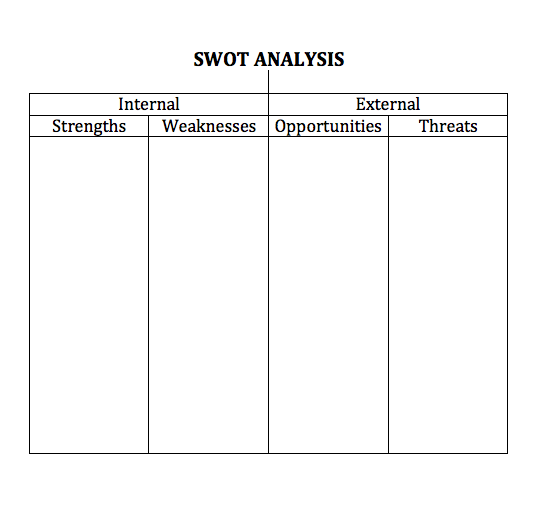
組織で行われた単純なSWOT分析の例

- インフラ [これは社内インフラ？外的要因？]
- 品質
- 材料
- 経営管理
- 価格
- 輸送時間 [これは社内設備による？外的要因？]
- コスト
- 容量
- 主要顧客との関係 [これは外的要因？]
- 市場における知名度・評判 [これは外的要因？]
- 地域言語の知識
- ブランド
- 企業倫理

機会・脅威 (コミュニティや社会に起因する外的要因):
- 政治・法令
- 市場トレンド
- 経済状況
- 株主の期待
- 科学技術
- 公衆の期待
- 競合他社の行為

## 制限事項と対策
SWOTは議論の出発点として意図されており、特に急速に変化する環境において、競争上の優位性を達成する方法をマネージャーに示すことはできない。
メノンら (1999)、 ヒルとウェストブルック (1997)は、「後に誰も戦略の後期段階で(SWOT分析の)出力を使用しなかった」ことを示唆した。他の人は、急ごしらえのSWOTリストを批判した。コスト管理などの強みのひとつだけに焦点を当ててしまうと、製品の品質など、弱みを無視する可能性がある。組織メンバーのうちの一人か二人のみの声が大きいと、他のメンバーの貢献の可能性を軽視してしまう。
マイケル・ポーターは、厳格さに欠け場当たり的なSWOTの弱点に対応するためにファイブフォース分析を開発した。その他にも、WOTS-UP(グレーとスメルツァー、1989)やTOWS(重視する点を反転させ、外的要因を最初に)といったフレームワークが作られた。
SWOT分析の他の弱点として、例えば、目標を達成する際に本質的に重要であることを考えずに、単なるSWOTリストの編集に注力してしまう可能性がある。また、弱い「機会」と強い「脅威」を釣り合わせるために、明確な優先順位や批判なしに分析が行われる可能性がある。
慎重に分析を行うためには、いかなるSWOT項目も早期に取り除かないことが重要である。個々のSWOT項目の重要性は、それが生み出す戦略の価値によって決まる。すなわち、価値ある戦略を生み出すSWOT項目は重要であり、生み出さないSWOT項目は重要ではないと判断される。

### 回避すべき誤り
SWOT分析に関して以下のような誤りが観察されたことがあり、注意が必要である。
- 目標を定めて同意をとる前にSWOT分析を行う。そのような分析結果には意味がない。
- 外部の「機会」と内部の「強み」を混同する。これらは別々にしておく必要がある。
- SWOT項目を戦略と混同する。戦略は行動を定めるのに対して、SWOT項目は状況を説明するものである。この誤りは「機会」の分析に関して特に発生する。この誤りを避けるためには機会を「見通しが明るい状況」と解釈しておくことも有用であろう。